# Корисні копалини Марокко
Корисні копалини Марокко.

## Загальна характеристика
У Марокко відкриті і розвідані родов. нафти, природного горючого газу, вугілля і горючих сланців, руд урану, заліза, марганцю, кобальту і нікелю, вольфраму, молібдену і олова, міді, свинцю і цинку, стибію, ртуті, золота і срібла, рідкіснометалічних і слюдяних пегматитів, а також азбесту, бариту, бентонітових глин, гіпсу, ангідриту, діатоміту, магнезиту, піротину, кам'яної і калійної солей, флюориту і фосфоритів (табл. 1).
Таблиця. 1 — Основні корисні копалини Марокко станом на 1998-1999 рр.
| Корисні копалини               | Запаси       | Запаси   | Вміст корисного компоненту в рудах, % | Частка у світі, % |
| Корисні копалини               | Підтверджені | Загальні | Вміст корисного компоненту в рудах, % | Частка у світі, % |
| Барит, тис. т                  | 10000        | 11000    | 25–80 (BaSO4)                         | 2,9               |
| Залізні руди, млн т            | 140          | 358      | 50 (Fe)                               | 0,1               |
| Золото, т                      | 11           | 17       | 1,3 г/т                               |                   |
| Кобальт, тис. т                | 7            | 10       | 1,2 (Со)                              | 0,1               |
| Марганцеві руди, млн т         | 2            | 21       | 46 (Mn)                               | 0,1               |
| Мідь, тис. т                   | 610          | 1260     | 2,4 (Cu)                              | 0,1               |
| Плавиковий шпат, млн т         | 3,2          | 10       | 47 (CaF2)                             | 1,7               |
| Природний горючий газ, млрд м³ | 1,4          |          |                                       |                   |
| Свинець, тис. т                | 1725         | 4284     | 5,7 (Pb)                              | 1,4               |
| Срібло, т                      | 8000         | 9000     | 250 г/т                               | 1,5               |
| Стибій, тис. т                 | 62           | 62       | 3                                     | 1,4               |
| Вугілля, млн т                 | 178          | 178      |                                       |                   |
| Фосфорити, млн т               | 1800         | 5917     | 30,5 (Р2О5)                           | 35,5              |
| Цинк, тис. т                   | 1280         | 3190     | 5,6 (Zn)                              | 0,5               |

## Окремі види корисних копалин
Нафта і газ. На території Марокко виявлено 12 нафтових та 5 газових родовищ в Передрифському і Західно-Марокканському нафтогазоносних басейнах. Передрифський басейн (площа 35,0 тис. км², в т.ч. 22 тис. км² на шельфі) складений піщано-глинистими і карбонатними відкладами мезозойського і кайнозойського віку потужністю до 5 км. Всі родовища невеликі (Айн-Хамра, Дуар-Джабар, Сіді-Філі). Західно-Марокканський басейн охоплює западини Дуккала і Ессавіра (площа 40 тис. км², в т.ч. 10 тис. км² на шельфі) і виконаний палеозойсько-мезозойськими прибережно-континентальними і морськими утвореннями потужністю до 5 км.
Вугілля, горючі сланці. Всі запаси кам'яного вугілля зосереджені в басейні Джерада у відкладах середнього карбону. Значні запаси горючих сланців розвідані на родовищах Тімхадіт і Тарфайя. 
Уран виявлений у вигляді домішки (0,013 % оксиду урану) в маастрихт-еоценових родовищах фосфоритів в районах Плато Фосфатів, Гантур і Мескала. Рудопрояви урану відомі в червоноколірних пісковиках тріасу (Аргана-Бігудін на північному заході Високого Атласу) і готериву (Ваффага,  Верх. Мулуя в районі Мідельт).
Залізо. Запаси залізняку зосереджені в метасоматичних покладах заміщення в районі Надор і в пластових покладах оолітових руд серед аргілітів і пісковиків ордовика (Айт-Аммар, Сатур, Бен-Сліман, Імі-Нтурза, Таклімт і інш.).
Марганець. Країна має значні загальні запаси марганцевих руд. Найбільше родовище Іміні (запаси 7,5 млн т руди, Mn 40-56%) представлене лінзовими покладами серед аркозів і доломіту крейди в басейні Варзазат (Високий Атлас).
Кобальт і мідь. Запаси руд кобальту і міді у Марокко великі. Кобальтові гідротермальні родовища «п’ятиелементної формації» асоційовані з серпентинізованими ультрамафітами в районі Бу-Аззер — Ель-Граара. Більша частина родовищ мідних руд розташована на півдні країни в Антиатласі і Високому Атласі. Вони представлені мідно-колчеданними і колчеданно-поліметалічними покладами у вулканітах докембрію (родовища Блейда, запаси руди 2,6 млн т, середній вміст Cu 8 %; Тіззерт, 3 млн т, 6,9 %) і стратиформними покладами в карбонатно-теригенних відкладів венду (Талаат-Нуаман, Тазалагт і інш.).
Поліметали. За запасами руд свинцю і цинку Марокко займає 2-е місце в Африці (1999). Виявлені стратиформні поклади в карбонатних відкладах юри (Беддіан і Уед-Мокта, запаси 1200 тис. т Pb, вміст 16 %) і в теригенних породах тріасу (Зейда, Бу-Мія, запаси 600 тис. т Pb, вміст 3-3,6 %), а також численні жильні і лінзові невеликі родовища (Джебель-Авам, Аулі, Мібладен, Сіді-Лахсен і інш.). Руди містять також мідь і срібло.
Стибій (сурма). За запасами руд сурми Марокко знаходиться на 2-му місці в Африці (1999). Гідротермально-жильні родовища виявлені в Ер-Рифі (Бені-Меззала, Фахама, Кенатар-Нове) і в палеозойському масиві Центр. Марокко (Меджма-ес-Саліхін, Іш-у-Меллаль, Сіді-Мбарек і інш.).
Фосфорити. Країна займає 1-е місце у світі за запасами фосфоритів (2001). За ресурсами Р2О5 (22,9 % від світових) Марокко займає 2-е місце у світі (після США). Загальні запаси пентоксиду фосфору (руди представлені виключно зернистими фосфоритами) складають понад 40 % світових. Родовища фосфоритів локалізовані у відкладах маастріхту — нижнього еоцену в районах Плато Фосфатів, Гантур і Мескала. Найбільші родовища: Хурібга, Юсуфія, Бен-Герір і Мескала. 
Інші корисні копалини. Відомі родовища руд золота (Бу-Гаффер, Тівіт), платиноїдів, срібла (Сіді-Лахсен, Згундер), бариту (Джебель-Ірхуд, Тесаут, калійних солей (Хеміссет), флюориту (Ель-Хаммам, Джебель-Тірремі, Джебель-Зрахіна), мусковіту (Тімгарін), відбілювальних глин, гіпсу, пуцоланів, кварцових пісків (Мекнес), азбесту (Агбар), графіту і нерудних будівельних матеріалів.
Платиноїди. Прогнозні ресурси МГП Марокко незначні і складають до 300 т (~0,6 % світових).
Флюорит. Марокко займає 7-е місце у світі (після Китаю, Мексики, ПАР, Монголії, Росії і Франції) за загальними запасами флюориту (3,1 %) і 7-е місце за підтвердженими запасами.